# 伊阿索火山
伊阿索火山（英語：Iaso Tholus）是金星上的一个地表特征，命名源自希腊神话的健康、医疗和康复女神伊阿索。